# Liste des évêques et archevêques de Brême

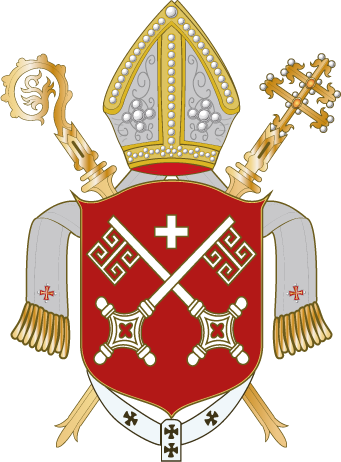
Armoiries des princes-archevêques de Brême.

L'évêché de Brême est fondé en 787 par le missionnaire northumbrien Willehad. Il est détenu en union personnelle par les archevêques de Hambourg de 848 à 1072, date à laquelle le siège de l'archevêché est installé à Brême. Il devient une principauté archiépiscopale en 1180. À partir de 1568, il est gouverné par des administrateurs de confession luthérienne. Au terme de la guerre de Trente Ans, il est sécularisé en 1648 et donné à la Suède (Brême-et-Verden).

## Évêques (787-1072)
- 787-789 : Willehad
- 805-838 : Willerich (de)
- 838-845 : Leuderich (de)
- 848-865 : Anschaire
- 865-888 : Rimbert
- 888-909 : Adalgar (de)
- 909-916 : Hoger
- 917-918 : Reginwart (de)
- 918-936 : Unni
- 936-988 : Adaldag (de)
- 988-1013 : Libentius Ier (de)
- 1013-1029 : Unwan (de)
- 1029-1032 : Libentius II (de)
- 1032-1035 : Hermann (de)
- 1035-1043 : Adalbrand (de)
- 1043-1072 : Adalbert

## Archevêques (1072-1566)
- 1072-1101 : Liemar (de)
- 1101-1104 : Humbert (de)
- 1104-1123 : Frédéric Ier
- 1123-1148 : Adalbéron (de)
- 1148-1168 : Hartwig Ier de Stade (de)
- 1168 : Siegfried d'Anhalt (de)
- 1168-1178 : Baudouin Ier (de)
- 1178-1179 : Bertram
- 1179-1184 : Siegfried d'Anhalt (de)
- 1184-1207 : Hartwig II d'Utlede
- 1192 : Valdemar de Danemark
- 1208-1210 : Burchard de Stumpenhusen (de)
- 1208-1212 : Valdemar de Danemark
- 1210-1219 : Gérard Ier d'Oldenbourg-Wildeshausen
- 1219-1258 : Gérard II de Lippe
- 1258-1273 : Hildebold de Wunstorf (de)
- 1273-1306 : Giselbert de Brunkhorst (de)
- 1306-1307 : Henri Ier de Goltern (de)
- 1307 : Florent de Bronkhorst (de)
- 1307 : Bernard de Wölpe (de)
- 1310-1327 : Jens Grand
- 1316-1327 : Jean Ier de Brunswick-Lunebourg (administrateur)
- 1327-1344 : Burchard Grelle (de)
- 1344-1348 : Othon Ier d'Oldenbourg (de)
- 1348-1359 : Gottfried d'Arnsberg (de)
- 1348-1359 : Maurice d'Oldenbourg (administrateur)
- 1359-1395 : Albert II de Brunswick-Lunebourg (de)
- 1395-1406 : Othon II de Brunswick-Lunebourg (de)
- 1406-1421 : Jean II de Schlamstorf (de)
- 1422-1435 : Nicolas d'Oldenbourg-Delmenhorst (de)
- 1435-1441 : Baudouin II de Wenden (de)
- 1442-1463 : Gérard de Hoya (de)
- 1463-1496 : Henri II de Schwarzbourg (de)
- 1497-1511 : Johann Rode von Wale (de)
- 1511-1558 : Christophe de Brunswick-Wolfenbüttel
- 1558-1566 : Georges de Brunswick-Wolfenbüttel

## Administrateurs luthériens (1567-1648)
- 1568-1585 : Henri de Saxe-Lauenbourg
- 1585-1596 : Jean-Adolphe de Holstein-Gottorp
- 1596-1634 : Jean-Frédéric de Holstein-Gottorp
- 1634-1648 : Frédéric de Danemark